# Beyond Paradise
Beyond Paradise ist eine britische Krimi-Fernsehserie, die von Red Planet Pictures für die BBC One produziert wird und ein Spin-Off von Death in Paradise ist. Die Hauptrolle übernehmen Kris Marshall und Sally Bretton, die bereits zuvor in der Mutterserie zu sehen waren.
Die erste Staffel besteht aus sechs Folgen, die zwischen dem 24. Februar und dem 7. April 2023 ausgestrahlt wurden.

## Handlung
Detective Inspector Humphrey Goodman verließ Saint Marie für seine große Liebe Martha Lloyd. Nach der Verlobung zieht das Paar in Marthas Heimatstadt Shipton Abbott an der Küste von Devon. Dort leben sie zunächst bei Marthas Mutter Anne Lloyd. Martha will in dem Küstenort ihren Traum vom eigenen kleinen Restaurant verwirklichen, während sich Goodman der örtlichen Polizei anschließt. Hier arbeitet er an kniffligen Fällen zusammen mit Police Constable (PC) Kelby Hartford, Detektive Sergeant (DS) Esther Williams sowie Margo Martins, die für die Verwaltungsarbeiten auf dem Revier zuständig ist. Die Kollegen sind von Goodmans Vorgehensweise immer wieder aufs Neue überrascht.
Dabei wird die Beziehung von Martha und Humphrey durch den Neuanfang, die Herausforderungen des Alltags, aber auch durch Marthas Ex-Verlobten Archie Hughes, der nun ihr Geschäftspartner wird, auf die Probe gestellt.
In der Serie steht Woche für Woche ein neuer Fall im Mittelpunkt. Neben Morden müssen auch Entführungen, Vermisstenfälle, Einbrüche und Diebstähle aufgeklärt werden.

## Besetzung und Synchronisation
Die deutsche  Synchronisation erfolgt durch die Synchronfirma Iyuno Germany in Berlin unter der Dialogregie von David Turba.
| Rollenname                                     | Schauspieler     | Folgen (Hauptrolle) | Folgen (Nebenrolle) | Synchronsprecher  |
| ---------------------------------------------- | ---------------- | ------------------- | ------------------- | ----------------- |
| DI Humphrey Goodman                            | Kris Marshall    | 1.01–               |                     | Nic Romm          |
| Martha Lloyd                                   | Sally Bretton    | 1.01–               |                     | Esra Vural        |
| DS Esther Williams                             | Zahra Ahmadi     | 1.01–               |                     | Giuliana Jakobeit |
| PC Kelby Hartford                              | Dylan Llewellyn  | 1.01–               |                     | David Turba       |
| Margo Martins                                  | Felicity Montagu | 1.01–               |                     | Heike Schroetter  |
| Anne Lloyd                                     | Barbara Flynn    | 1.01–               |                     | Liane Rudolph     |
| Archie Hughes                                  | Jamie Bamber     |                     | 1.02–1.06           | Paul Matzke       |
| Josh Woods                                     | Chris Jenks      |                     | 1.01, 1.04          | Nicolás Artajo    |
| Chief Superintendent Charlotte „Charlie“ Woods | Jade Harrison    |                     | 1.03, 1.05–         | Lea Kalbhenn      |

Weitere aus „Death in Paradise“ bekannte Schauspieler sind Don Warrington, Élizabeth Bourgine, Ralf Little, Tahj Miles und Shantol Jackson, die alle in Episode sechs der ersten Staffel zu sehen sind.

## Hintergrund
Am 29. Juni 2022 wurde die Produktion des Spin-offs zu Death in Paradise mit dem Titel Beyond Paradise offiziell angekündigt. Im selben Zug wurde bekannt, dass Kris Marshall erneut in die Rolle des DI Humphrey Goodman schlüpfen und im Mittelpunkt der Serie stehen wird. Auch Sally Bretton wird erneut Martha Lloyd verkörpern, die sie bereits in der fünften und sechsten Staffel von Death in Paradise als Nebenrolle spielte. Die Dreharbeiten begannen im August 2022. Gedreht wurde in der Küstenstadt Looe im Südosten der englischen Grafschaft Cornwall. Looe dient dabei als Kulisse für das fiktive Shipton Abbott.
Im April 2023 wurde eine zweite Staffel sowie ein Weihnachtsspecial bestellt.
Mitte 2024 wurde die Serie um eine 3. Staffel und ein Weihnachtsspecial Ende 2024 verlängert.

## Episodenliste

### Staffel 1
Die Erstausstrahlung der ersten Staffel war vom 24. Februar bis zum 7. April 2023 auf dem britischen Fernsehsender BBC One zu sehen, wobei die Folgen 4–6 in der US-Version des BBC-Streamingportals BritBox eine Woche früher verfügbar waren als in Großbritannien. Die deutschsprachige Erstausstrahlung erfolgte ab 1. September 2024 im ZDF.
| Nr. (ges.) | Nr. (St.) | Deutscher Titel | Originaltitel | Erstausstrahlung UK | Deutschsprachige Erstveröffentlichung (D) | Regie         | Drehbuch           | Zuschauer (GB) |
| --- | --------- | --------------- | ------------- | ------------------- | ----------------------------------------- | ------------- | ------------------ | -------------- |
| 1 | 1         | Tiefer Fall     | Episode 1     | 24. Feb. 2023       | 1. Sep. 2024                              | Sandy Johnson | Tony Jordan        | 7,57 Mio.      |
| Die Geschäftsfrau Gwen Tyler (Montserrat Lombard) verletzte sich bei einem häuslichen Sturz von Leiter und Galerie schwer. Laut ihrer Aussage wurde sie gestoßen. DI Humphrey Goodman glaubt ihr, da die Positionen der verletzten Frau und der Leiter nach dem Sturz verändert wurden. Zur Tatzeit waren jedoch alle in Frage kommenden Personen bei einer Party am anderen Ende des Ortes. Humphrey prüft dennoch mögliche Motive. Pete Meadows (Dan Mersh) hatte kurz vor der Tat einen Streit mit Gwen. Wie sich herausstellte, hatten Petes Frau Carol (Yasmine Akram) und Gwens Mann Ben (Davood Ghadami) eine Affäre. Das macht sie jedoch nicht zu den Tätern. Der Geschäftsmann Patrick Wiley (Peter de Jersey) stand vor dem Konkurs, wurde jedoch kurz vorher durch eine größere Geldzahlung gerettet. Das Geld fehlt in Gwens Bilanzen, wurde ihr also entwendet. Diese Tatsache führt die Polizisten zu Patricks Frau Yvonne (Samantha Spiro), die Zugang zu dem Geld hatte und es zweckentfremdete. Zwar wollte sie den Betrag zeitnah zurückzahlen, aber um nicht aufzufliegen, beging sie in einer Affekthandlung die Tat. - Martha Lloyd ist durch künstliche Befruchtung schwanger, doch es kommt zu einer Fehlgeburt. |           |                 |               |                     |                                           |               |                    |                |
| 2 | 2         | Verschwunden    | Episode 2     | 3. März 2023        | 1. Sep. 2024                              | Sandy Johnson | Tony Jordan        | 7,15 Mio.      |
| Das Ehepaar Laura (Jaye Jacobs) und Matthew Colbert (Edward Rowe) ist mitsamt ihrer Kinder spurlos verschwunden, wie die Nachbarin Dorothy Trowman (Ella Kenion) der Polizei meldet. Das Abendessen steht noch auf dem Tisch und das Auto vor dem Haus. Matthews Vorgesetzter Marvelous Harris (Phil Daniels) erzählt den Ermittlern, dass sich der Verschwundene sehr um seine Mutter Rosie Colbert (Ruth Madoc) kümmert. Doch auch diese hat ihn seit zwei Tagen nicht mehr gesehen. Das Rätsel beginnt sich zu lösen, als bekannt wird, dass sich Matthew ein Auto geliehen hat, mit dem Christopher Bromley (Dan Ball) überfahren und schwer verletzt wurde. Bei dessen Vernehmung gesteht er, eine Affäre mit Laura gehabt zu haben. Am Abend des Verschwindens wollte sie ihre Familie verlassen und mit ihm fortgehen, entschied sich kurzfristig anders. Laura erzählt ihrem Mann davon, der zornig reagiert, sich mit der ganzen Familie im Auto zum Wohnort von Christopher begibt und diesen ohne Absicht überfährt. Matthew flieht mit seiner Familie. Vor einer Klippe stehend wird das Auto mitsamt Insassen aufgefunden. Humphrey bewegt den noch immer wütenden Matthew dazu, Kinder und Frau aussteigen zu lassen. Das Auto stürzt kurz darauf die Klippe hinab, doch Matthew konnte noch rechtzeitig aussteigen. - DS Esther Williams schenkt Humphrey ein Notizbuch, um dessen wilde Zettelwirtschaft zu unterbinden. Doch er benötigt lose Notizblätter, um seine Gedanken besser ordnen zu können. - Martha bereitet die Eröffnung ihres Lokals 'Ten Mile Kitchen' vor, kann jedoch die Handwerker nicht bezahlen. Das ersparte Geld, das sie dafür benötigen würde, hat Humphrey für ein Hausboot ausgegeben. Ihr Ex-Verlobter Archie Hughes hilft aus, leiht ihr Geld und wird Teilhaber des Cafés. |           |                 |               |                     |                                           |               |                    |                |
| 3 | 3         | Der Kunstraub   | Episode 3     | 10. März 2023       | 8. Sep. 2024                              | Matt Carter   | Amy Guyler         | 7,04 Mio.      |
| Das Bild Solo Mare soll öffentlichkeitswirksam an die Herrenhausbesitzerin Louise Fitzallan (Pooky Quesnel) verkauft werden, einer Nachfahrin des Künstlers. Doch nach Constable Kelby Hartfords Nachtwache ist es verschwunden. Verdächtigt wird eine Protestgruppe um Isla Jay (Annette Badland), die behauptet, ihre Vorfahrin, ein Stallmädchen, habe das Bild gemalt. Da alle aus der Gruppe Alibis haben, gewinnt eine andere Spur an Gewicht. Aaron Cole (Taylor Uttley) sollte im Auftrag von Louise das Bild stehlen, wie er beim Verhör zugibt. Da sich ihr Mann mit Sekretärin und dem größten Teil des Geldes ins Ausland abgesetzt hat, erschien ihr das als einzige Möglichkeit, ihr Gesicht zu wahren. Damit hat auch sie ein Alibi, da sie erst nach Unterzeichnung des Kaufvertrags diesen Vorteil gehabt hätte. Ein Blick in die Expertise eines Auktionshauses zum Gemälde lässt den Verdacht auf den aktuellen Besitzer des Bildes, Mr. Witham (Rufus Jones), fallen. Ihm war bewusst, dass das Gemälde tatsächlich von einem Stallmädchen gemalt wurde, was das Bild nahezu wertlos gemacht hätte. - Humphrey wird von der Chief Superintendentin Charlie Woods zu einem Gespräch geladen, in dem sie ihm die Schließung seiner Dienststelle ankündigt. - Marthas Ex-Verlobter Archie lädt Humphrey auf ein Bier ein, doch sie finden keine Gemeinsamkeiten. Seine Frage, ob Martha und er eine Familie gründen wollen, und eine Aussage von Marthas Mutter bringen die Lokalbesitzerin dazu, Humphrey einen weiteren Versuch einer künstlichen Befruchtung zu versprechen, ohne innerlich dazu bereit zu sein. |           |                 |               |                     |                                           |               |                    |                |
| 4 | 4         | Kornkreise      | Episode 4     | 24. März 2023       | 8. Sep. 2024                              | Sandy Johnson | Ian Kershaw        | 6,53 Mio.      |
| Der einen Herzschrittmacher tragende Harry Preston (Russell Anthony) wird in einem frischen Kornkreis auf einem Acker der Geschwister Andrew (John Hollingworth) und Cassie Parker (Ingrid Oliver) leblos aufgefunden. Der Tote war vor vielen Jahren zusammen mit dem Vater der Bauersleute an einem Goldraub beteiligt. Die Beute tauchte nie auf. Seltsamerweise wird das Auto des an einem plötzlichen Herzversagen verstorbenen Mannes zehn Meilen entfernt entdeckt. Geklaut hat den ursprünglich am Rande des Feldes stehenden Wagen der Kleinkriminelle Josh Woods (Chris Jenks), der so zu einem illegalen Rave fuhr. Er gibt zu, von Andrew für die Mithilfe bei der Erstellung des Kornkreises bezahlt worden zu sein, denn mögliche Ufo-Sichtungen ziehen Schaulustige an und bringen damit dem Hof Einnahmen. Harry war an diesem Abend auf der Suche nach dem Gold, wurde von Andrew überrascht und erlitt einen Herzinfarkt. Der Bauer holte keine Hilfe, was zu einer Verhaftung wegen unterlassener Hilfeleistung führt. Das Raubgut wird anhand eines verschlüsselten Hinweises des Vaters der Geschwister gefunden. - Martha gesteht Humphrey, keine Kinder zu wollen. Ihr Lokal wird von einem Restaurantkritiker sehr positiv beurteilt. Die Hochstimmung versucht ihr Mitbetreiber Archie auszunutzen, um wieder mit ihr anzubandeln, doch sie weist ihn entschieden ab. |           |                 |               |                     |                                           |               |                    |                |
| 5 | 5         | Feuer           | Episode 5     | 31. März 2023       | 15. Sep. 2024                             | Matt Carter   | Chloe Mi Lin Ewart | 6,39 Mio.      |
| Innerhalb von zwei Tagen kommt es zu drei Brandstiftungen. In jedem der Fälle wird das gemalte Wort „Pig“ („Schwein“) hinterlassen. Betroffen sind die Scheune des Bauern Lucas Fairly (Simon Harrison), das Holzlager von Susie Griffin (Michelle Bonnard) und ein Weinlager von Archie. Bei einem Einbruch bei Floella Jones (Marcia Warren) wurden vor den Bränden Benzin und Farbe entwendet, und das Überwachungsvideo zeigt Danni Davenport (Molly Mullins) als Diebin. Doch ihre Mutter Cleo Davenport (Kerry Howard) übernimmt die Verantwortung für alle drei Brände. Tatsächlich legte sie nur die letzten beiden zwei Brände, um von ihrer Tochter abzulenken. Danni wurde von Lucas sexuell belästigt und legte aus Rache den Brand in dessen Scheune. Esther überzeugt Danni, ihre Brandstiftung zuzugeben, da der bereits wegen seiner Zudringlichkeiten bekannte Bauer ansonsten straffrei ausgehen würde. - Chief Superintendent Charlie Woods versucht Esther zu überreden, in die Polizei-Zentrale zu wechseln. - Humphrey erfährt während der Vernehmung von Archie von dessen Versuch, Martha zu küssen. Zum größeren Problem wird jedoch, als er ihr gegenüber zugeben muss, doch Kinder zu wollen, ihre Entscheidung dennoch akzeptiere. Da das später zu Vorwürfen führen könnte, löst Martha die Verlobung und beendet damit die Beziehung zu Humphrey. |           |                 |               |                     |                                           |               |                    |                |
| 6 | 6         | Der Ring        | Episode 6     | 7. Apr. 2023        | 15. Sep. 2024                             | Matt Carter   | Tony Jordan        | 6,01 Mio.      |
| Im Haus von Lucy Elliot (Carlyss Peer) wurde nachts eingebrochen. Das Muster erinnert an die früheren Einbrüche von Atticus Styles (Spencer Jones), der ganz in der Nähe wohnt. Doch er hat ein Alibi. Fingerabdrücke und Schuhabdrücke am Tatort deuten auf Hayley Collins (Hannah Traylen) hin, die jedoch eine Stunde vor dem Einbruch verhaftet wurde und zur Tatzeit im Gefängnis saß. Wie die Ermittler herausfinden, kamen diese Spuren eine Nacht vorher zustande, als Hayley einen Einbruchversuch startete und gestört wurde. Sie wollte einen Ring stehlen, der sowohl ihrer Ex-Geliebten Lucy und als auch ihr sehr viel bedeutet. Als Täterin kann schließlich die neue Lebensgefährtin von Lucy überführt werden, die Anwältin Kate Nolan (Lily Frazer), die den Ring aus Liebe zu ihrer Partnerin stahl. - Esther erklärt Chief Superintendent Woods, nicht in die Zentrale wechseln zu wollen. - Anfangs kann sich Humphrey wegen der Trennung nicht auf den Fall konzentrieren, überlässt Esther die Arbeit. Nach der Aufklärung des Verbrechens spricht er Martha eine herzerweichende Botschaft auf den Anrufbeantworter, ehe er sich eine Auszeit nimmt und an seinen früheren Arbeitsort fliegt. Martha reist ihm in die Karibik nach. Vor seinem ehemaligen Strandhaus begegnen sich die beiden und finden wieder zusammen. Anschließend treffen sie in Catherine Bordeys Strandlokal auf das zu dieser Zeit aktuelle Ermittlerteam der Insel um DI Neville Parker. |           |                 |               |                     |                                           |               |                    |                |

### Staffel 2
| Nr. (ges.) | Nr. (St.) | Deutscher Titel | Originaltitel          | Erstausstrahlung UK | Deutschsprachige Erstveröffentlichung (D) | Regie           | Drehbuch                           | Zuschauer (GB) |
| ---------- | --------- | --------------- | ---------------------- | ------------------- | ----------------------------------------- | --------------- | ---------------------------------- | -------------- |
| 7          | —         | ---             | Christmas Special 2023 | 24. Dez. 2023       | ---                                       | Sandy Johnson   | Tony Jordan                        | 6,20 Mio.      |
| 8          | 1         | ---             | Episode 1              | 22. März 2024       | ---                                       | Claire Tailyour | Tony Jordan                        | 6,16 Mio.      |
| 9          | 2         | ---             | Episode 2              | 29. März 2024       | ---                                       | Claire Tailyour | Kat Rose-Martin                    | 5,65 Mio.      |
| 10         | 3         | ---             | Episode 3              | 5. Apr. 2024        | ---                                       | Sandy Johnson   | Tony Jordan, Rebecca Wojciechowski | 5,22 Mio.      |
| 11         | 4         | ---             | Episode 4              | 12. Apr. 2024       | ---                                       | Sandy Johnson   | Ian Jarvis                         | 5,57 Mio.      |
| 12         | 5         | ---             | Episode 5              | 19. Apr. 2024       | ---                                       | Steve Brett     | Chloe Mi Lin Ewart                 | 5,53 Mio.      |
| 13         | 6         | ---             | Episode 6              | 26. Apr. 2024       | ---                                       | Steve Brett     | Tony Jordan                        | 5,51 Mio.      |

### Staffel 3
| Nr. (ges.) | Nr. (St.) | Deutscher Titel | Originaltitel          | Erstausstrahlung UK | Deutschsprachige Erstveröffentlichung (D) | Regie             | Drehbuch             | Zuschauer (GB) |
| ---------- | --------- | --------------- | ---------------------- | ------------------- | ----------------------------------------- | ----------------- | -------------------- | -------------- |
| 14         | —         | ---             | Christmas Special 2024 | 27. Dez. 2024       | ---                                       | Claire Tailyour   | Ian Jarvis           | 5,18 Mio.      |
| 15         | 1         | ---             | Episode 1              | 28. März 2025       | ---                                       | Leon Lopez        | Tony Jordan          | 5,50 Mio.      |
| 16         | 2         | ---             | Episode 2              | 4. Apr. 2025        | ---                                       | Leon Lopez        | Tony Jordan          | 5,16 Mio.      |
| 17         | 3         | ---             | Episode 3              | 11. Apr. 2025       | ---                                       | Bindu De Stoppani | Alexandra Carruthers | 4,97 Mio.      |
| 18         | 4         | ---             | Episode 4              | 18. Apr. 2025       | ---                                       | Bindu De Stoppani | Martha Reed          | 5,11 Mio.      |
| 19         | 5         | ---             | Episode 5              | 25. Apr. 2025       | ---                                       | Sandy Johnson     | Miles Sloman         | 5,16 Mio.      |
| 20         | 6         | ---             | Episode 6              | 2. Mai 2025         | ---                                       | Sandy Johnson     | Chloe Mi Lin Ewart   | 4,88 Mio.      |